# Astragalus friederikeanus
Astragalus friederikeanus es una especie de planta del género Astragalus, de la familia de las leguminosas, orden Fabales.

## Distribución
Astragalus friederikeanus se distribuye por Turquía.

## Taxonomía
Fue descrita científicamente por Kit Tan & Zeitl. Fue publicada en Wulfenia 14: 133 (2007).